# 森咲智美
森咲 智美（もりさき ともみ、1992年 (平成4年) 8月12日 - ）は、日本のタレント、女優、YouTuber、元グラビアアイドル。女性アイドルグループ「OS☆U」の元メンバーである。
愛知県名古屋市出身で、芸能事務所・リップがマネジメントしている。夫はプロ野球選手の平沼翔太。

## 経歴
アルバイト感覚でエキストラに応募し、2010年の全日本ロードレース選手権で「Team橋本組 CMSフレッシュJK」のレースクイーンとして「森智美」名義で活動した。
2010年8月にCMSフレッシュJKで一緒だった氷室のどか、伴かなみらと共に「OS☆U」1期生として活動を始め、シングルを12枚とベスト盤含むアルバムを3枚に参加して『present for you』（2013年8月18日発売）にソロ曲「風をかんじながら」が収録されている。
2016年3月26日に名古屋DIAMOND HALLで行われたライブでOS☆Uを卒業し、4月に上京してリップと契約した。以降は行動の拠点をグラビア活動に移す。
グラドルとしては遅咲きのスタートでありながらも、2017年2月に発売したDVD『Virginal』（竹書房）が、同年のDMM.com「アイドル動画 2017年年間作品ランキングベスト100」で1位を獲得した。
2018年12月18日、グラビアアイドルDVD販売会社が選ぶアワードとして同年に創設された「グラビア・オブ・ザ・イヤー2018」（主催：キネマ旬報社）にて、グランプリに選出。
2019年12月18日、「グラビア・オブ・ザ・イヤー2019」（主催：キネマ旬報社）にて、2年連続グランプリに選出。
2019年12月24日、『週刊SPA!』（扶桑社）の「グラビアン魂アワード2019」にて、みうらじゅん個別賞「キャッツアイ賞」、リリー・フランキー個別賞「インスタありがとう賞」を受賞。
2020年1月26日、YouTubeに「森咲智美チャンネル」を開設。
2020年2月22日、初の写真展『Tomomi Morisaki -100/15934-』を開催（3月1日まで、tokyoarts gallery）
2020年12月18日、「グラビア・オブ・ザ・イヤー2020」（主催：キネマ旬報社）にて、3年連続グランプリに選出されて殿堂入りとなった。
2022年3月1日、東京・銀座に自身がプロデュースするメンズエステサロン「CLASS GINZA -PREMIUM BODY LOUNGE-」を開業した。
2022年12月27日、『週刊SPA!』の「グラビアン魂アワード2022」にて、みうらじゅん個別賞「カッコイイんだもん賞」を受賞。
2023年9月27日、自身のSNSにて同年10月24日発売のイメージDVDがイメージDVD引退作であることを発表した。
2023年11月14日発売の『FLASH』（2023年11月28日・12月5日合併号、光文社）にて、「グラビア引退SP」と題して撮り下ろしグラビアを披露するとともに、グラビアからは完全引退して次の道へ進むとインタビューで語った。
2024年1月1日、自身のSNSを更新し、前年に埼玉西武ライオンズに所属しているプロ野球選手の平沼翔太と結婚したことや、第1子の妊娠を報告した。前年の10月18日には平沼と結婚を前提に真剣交際をし、妊娠していると報じられるも、交際報道に所属事務所は「回答できません」とコメントしていた。
同年9月14日、台湾・JKFが共催の『TREND GIRLS 撮影会 2024』に自身初のファッションショーMCとして参加。
2025年8月16日、第2子女児を出産したことを報告した。

## 人物・エピソード
- 姉がいる[33]。
- 2012年にサンフランシスコ「ナイキ・ウイメンズマラソン」でハーフの部[34]、2013年から2015年に「名古屋ウィメンズマラソン」[11][5]、2013年に「高橋尚子杯ぎふ清流ハーフマラソン」、2014年に「木曽三川ウルトラマラソン」60kmの部[5]、2014年と2015年に「野口みずき杯中日三重お伊勢さんマラソン」[35]にそれぞれ参加した。
- 2014年に「ワッチミーナ2015」オーディションにエントリーして2位に入賞[36]。
- かつてのキャッチフレーズは「愛人にしたいグラドルNo.1」。2017年8月には「愛人にしたい女No.1」のキャッチフレーズで知られる橋本マナミと共演し、自身のキャッチフレーズの使用にお墨付きを受けた[37]。また、Twitterに投稿した写真が（特にアダルトな内容を含まないものまでも）ことごとく「不適切な内容が含まれる」認定を受けてしまうことから、それを逆手に取り「不適切女子」を自称していた[38]。しかし、近年の「不倫は社会的にNG」とする風潮からテレビ・雑誌などのメディアでこれにまつわる話が難しくなり、新たなキャラを模索中に事務所側から「日本一エロすぎるグラドル」を提案され、「ただ脱ぐだけがエロではない。服を着ていてもエロは表現できる。『日本一』と名乗るなら色んな種類のエロに挑戦し、引き出しを増やしていこうと思う」とインタビューで述べている[39]。
- 清楚なスナップショットと淫靡なセクシーショットを並べて同時に公開するハッシュタグ「#これがこう」の生みの親とされ、TwitterやInstagramへの投稿が好評を博す[40]。このフォーマットの使い勝手の良さが他のグラビアアイドルにも浸透し定着しており、それを嬉しく思っているという[41]。
- グラビアは芸術と思っており、下品にならないよう気をつけている。小さな水着で露骨なポーズをとっていても見ている人がきれいだなと思える作品にしたく、ボディラインや表情の作り方は常に意識している[39]。
- 橋本梨菜とは2018年春まで同居していた。性格が正反対だが喧嘩したことがないという[42]。
- 2018年、10代目サガミオリジナル002宣伝大使に橋本梨菜と共に就任[43]。
- 「日本一エロ過ぎるグラビアアイドル」・「インスタ映えする身体」と話題になり、Instagramのフォロワー数が2022年5月時点で500万人を超え[44]、Twitter・YouTubeのフォロワー数も合わせると590万人を超える。
- 「水着の面積はできるだけ小さくがモットーです」と豪語し、「あえて小さい水着を着ることが（エロさの）秘訣です」と明かしている[45]。
- 「どのように肉体美を作り上げているのか?」の問いに、「1食置き換えダイエットをしています。朝ごはんは酵素ジュースだけ。これで1食をまかないます」と「週2回はジムに通い、パーソナルトレーニング。ブルガリアンスクワット、ヒップリフト、ワイドスクワットなど、ヒップアップに有効な筋トレを取り入れている」と述べている[46]。
- 「森咲智美チャンネル」は登録者数が2021年10月時点で50万人を突破したが、攻めた内容の結果、収益BAN（広告収入が入らない状態）に遭っているという[47]。

## 作品

### イメージDVD
※太文字タイトルはBD版同時発売
- Kiss Kiss Kiss（2013年12月20日、イーネット・フロンティア)
- とろけるLesson（2014年3月26日、イーネット・フロンティア)
- bloom（2016年5月20日、竹書房)
- 今すぐ抱きしめたい（2016年11月20日、ラインコミュニケーションズ)
- Virginal（2017年2月24日、竹書房)
- L'Amant -ラ・マン-（2017年5月24日、イーネット・フロンティア)
- Pandora（2017年9月22日、竹書房)
- Ecstasy（2018年1月25日、イーネット・フロンティア )
- Aventure (2018年4月20日、ラインコミュニケーションズ)
- 咲露（2018年7月20日、イーネット・フロンティア)
- more…（2019年2月21日、イーネット・フロンティア)
- M（2019年6月21日、イーネット・フロンティア)
- 花びら（2019年12月20日、竹書房)
- 淫ら（2020年4月23日、イーネット・フロンティア)
- Dangerous Love（2020年8月21日、イーネット・フロンティア）
- 恋一夜（2020年11月20日、ラインコミュニケーションズ）
- 冬恋（2021年2月19日、イーネット・フロンティア）
- Adult Channel（2021年6月25日、竹書房）
- Deep Session（2022年3月25日、竹書房）
- PLAY（2022年7月22日、竹書房）
- 逆ナンセレブ美女と（2022年11月22日、エアーコントロール）[48]
- 最後の戯れ（2023年6月27日、エアーコントロール）[49][50]
- レディクライマックス（2023年10月24日、エアーコントロール）[26]

### VR
- 森咲智美、此処に居ます（2019年1月11日、ファンタスティカ）
- 僕んちに下着の訪販に来た森咲智美ちゃんが部屋まで上がり込んでの実演販売、そういう世界（2019年1月18日、ファンタスティカ）
- バーテンの僕が気に入ったらしい森咲智美ちゃんがお酒の勢いで僕をテイクアウトしてしまう、そんな世界（2019年1月25日、ファンタスティカ）

## 書籍

### 写真集
- T&M（2018年10月22日、ワニブックス、撮影：矢西誠二）ISBN 978-4847081484[51]
- 812/15934（2019年10月28日、ワニブックス）ISBN 978-4847082450[52]
- Utopia（2020年10月27日、ワニブックス、撮影：矢西誠二）ISBN 978-4847083303[53]
- Nectar（2022年4月15日、講談社、撮影：佐藤裕之）[54]
  - 通常版：ISBN 978-4065278123
  - special edition：ISBN 978-4065280027

#### オムニバス写真集
- リップガールズ G乳乱舞 SPECIAL EDITION（2018年8月31日、講談社、撮影：西條彰仁、佐藤裕之、LUCKMAN、佐藤佑一）ISBN 978-4065134016[55]
  - 橋本梨菜、犬童美乃梨、葉月あや、☆HOSHINOとの写真集。デジタル版は2018年3月に先行発売。

### その他
- 覚悟を決めると楽になる（2020年8月13日、知道出版、著者：北井孝英）ISBN 978-4-88664-330-8 ※第5章 覚悟を決める座談会（著者との特別対談）[56]

## 出演

### 舞台
- ホス探へようこそ〜ザ・ファースト〜（2016年6月22日 - 26日、横浜O-SITE）[13] - 蓉子 役
- アリスインプロジェクト「魔銃ドナー クロニカル」（2016年9月28日 - 10月2日、六行会ホール）- 雪村りお役[57]

### テレビバラエティ
- 有吉反省会 （2017年7月8日、日本テレビ）
- 24時間テレビ （2017年8月26日、日本テレビ）
- 良かれと思って!（2017年9月20日、フジテレビ）
- じっくり聞いタロウ（2018年2月8日、テレビ東京）
- タモリ倶楽部（2018年9月29日[58]、テレビ朝日）
- グラパー!ボクとおやすみ前のグラドルたち（2020年9月11日 - 12月11日、BSスカパー!） - レギュラー[59]
- スポテイナーJAPAN（2020年10月27日 - 2021年3月23日、テレビ朝日）
- TiARY TV kirari（2020年12月、tvk） - 1か月限定レギュラー
- クイズ!THE違和感（2021年2月1日、TBS） - 再現VTRにおける脱税犯の愛人役
- グラドル向上委員会（仮）（2021年2月16日 - 2022年3月21日、BSスカパー!）
- キラ×バズTV!?（2021年4月6日 - 2022年3月29日、TOKYO MX）[60]
- 占いメガネ（2022年2月6日、TBSテレビ）
- グラドル向上委員会〜森咲智美と大人の遊び〜（2022年4月8日 - 9月9日、BS11）
- アイドル鬼ごっこ2023！〜わたし、本気出してもいいですか〜（2023年4月21日、GAORA SPORTS） - MC[61][62]
- Blah!Blah!Blah!「チュート徳井の週末チェアリング」 #19・#20（2024年3月12日、BSよしもと） - ゲスト[63]

### テレビドラマ
- ハケンのキャバ嬢・彩華（2017年10月16日 - 12月18日、朝日放送[注釈 3]） - アリス 役[64]
- 〜元気の出るごはん〜タチ喰い!（2019年3月18日、テレビ東京）第1話ヒロイン・智美 役[65]
- 癒されたい男 第6話（2019年5月15日、テレビ東京） - 網目ハク子 役
- ミリオンジョー 第3話・第9話（2019年10月24日・12月5日、テレビ東京） - 絵美 役
- 最高のオバハン 中島ハルコ 第3話（2021年4月24日、東海テレビ・フジテレビ） - 木村沙彩 役
- ネメシス 第1話（2021年4月11日、日本テレビ） - ルビー赤井 役[66][67]
- 旧車探して、地元めし 第5話・第6話（2022年9月24日、10月8日、チャンネルNECO ） - 美女 / 森咲智美 役[68]
- アカイリンゴ（2023年1月23日 - 3月27日、朝日放送テレビ） - 壇田律 役[69]

### 配信ドラマ
- ハケンのキャバ嬢・彩華（2017年10月9日 - 12月11日、AbemaTV[注釈 3]） - アリス 役

### インターネットテレビ
- 尻博士・倉持由香 VRグラドル研究所（2017年10月27日、360Channel） - 研究員（全14回、VR動画）[70]
- スピードワゴンの月曜The NIGHT（2018年9月4日、11月20日、AbemaTV）
- デリ飯（2018年9月5日 - 9月27日[71]、AbemaTV）
- 「ぬきたし」2巻発売記念・野田クリスタルが「ぬきたし」を語り・森咲智美が演じる!?（2021年10月16日、ニコニコ生放送）
- 代官山メロン（ヘブンTV）
- Blah!Blah!Blah!「チュート徳井の週末チェアリング」 #19・#20（2023年8月25日・9月1日、Lemino） - ゲスト[72]

### 音声配信
- よゐこ有野のノーギャラジオ（2023年5月15日、Radiotalk）[73]
- しずる村上のWALK THIS 麺（2020年11月8日[74] - 2020年11月14日、2023年7月9日[75] - 7月23日[76]、Audee）

### パチスロ
- ラブ嬢3〜Wご指名はいかがですか？〜（2023年12月、アムテックス）[77]

## 写真展
- Tomomi Morisaki -100/15934-（2020年2月22日 - 3月1日、tokyoarts gallery）[20]